# 双庙集镇
双庙集镇，是中华人民共和国安徽省六安市寿县下辖的一个乡镇级行政单位。

## 行政区划
双庙集镇下辖以下地区：
双庙街道社区、迎河村、公庄村、刑铺村、堰东村、周岗村、吴岗村和民生村。